# Emblyna palomara
Emblyna palomara là một loài nhện trong họ Dictynidae.
Loài này thuộc chi Emblyna. Emblyna palomara được Ralph Vary Chamberlin miêu tả năm 1948.